# Tropaeolum elzae
Tropaeolum elzae är en krasseväxtart som beskrevs av B. Sparre. Tropaeolum elzae ingår i släktet krassar, och familjen krasseväxter. Inga underarter finns listade i Catalogue of Life.